# Naturpark Uckermärkische Seen

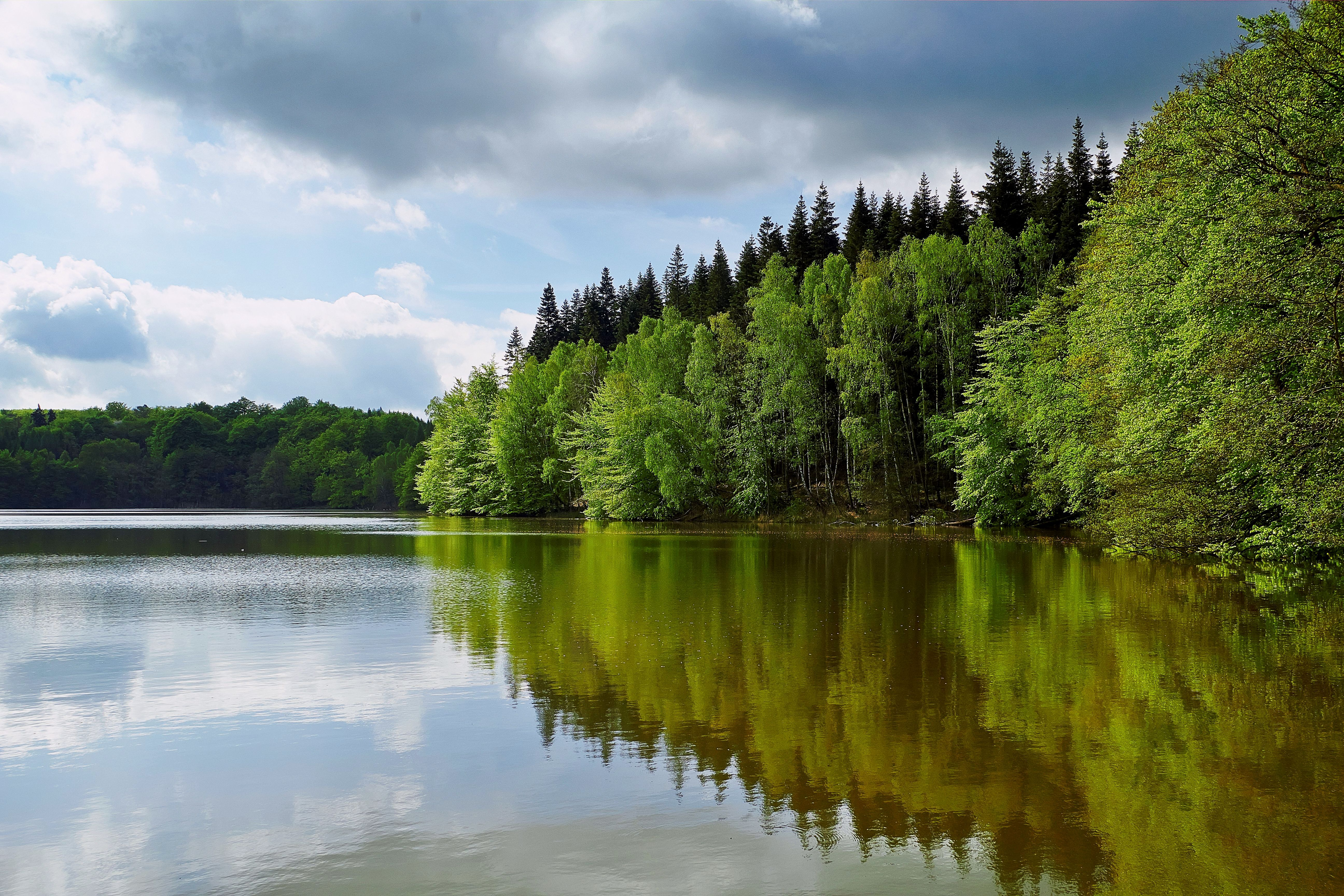
Krienkowsee, väster om Boizenburg

Naturpark Uckermärkische Seen är ett skyddat kulturlandskap i nordvästra delen av regionen Uckermark i Tyskland. Den nästan 900 km² stora parken kännetecknas av ungefär 230 insjöar som är sammanlänkade med olika vattendrag och kanaler.
Naturparken besöks ofta av personer med kajak. Landskapet skapades under senaste istiden för ungefär 15 000 år sedan som en ändmorän. Typiska är bredvid sjöarna flera myr. Endast i parkens västra del förekommer sanddyner. Regionen är täckt av skogar, gräsmarker och jordbruksmark. En särskild öppen form av skogen som finns skapades genom skogsbete.
Tillsammans med den angränsande naturparken Feldberger Seenlandschaft är området en häckningsplats för havsörn, mindre skrikörn och fiskgjuse. Andra typiska djurarter är utter, europeisk bäver, dammfladdermus, större vattensalamander och kärrsköldpadda. Naturparken besöks även av trana.
Förutom naturen erbjuder parken 600 km markerade vandringsleder och flera kulturhistoriska byggnader.